# Joana I de Tolosa
Joana de Tolosa, (Tolosa de Llenguadoc, comtat de Tolosa, 1220 - Siena, 1271) fou comtessa de Tolosa i marquesa de Provença (1249-1271). Era filla de Ramon VII i Sança d'Aragó.
No tenia més que nou anys quan el Tractat de París-Meaux del 1229 la va destinar a casar-se amb Alfons de França (1220 † 1271), germà de Lluís IX, rei de França. Fou criada a la cort francesa i no es va beneficiar de la cultura occitana, el que va fer que no tingués cap simpatia pel catarisme, llavors activament combatut per la Inquisició al Llenguadoc i al comtat de Tolosa.
La data del seu matrimoni no és coneguda amb certesa, els historiadors vacil·len entre el 13 de març de 1234 i el 13 de març de 1241. La primera data és la més probable, ja que, com que el propòsit d'aquest matrimoni era de fer passar el comtat de Tolosa sota el control capet, el matrimoni hauria d'haver estat organitzat tan bon punt Joana va estar en edat de casar-se.
El seu marit va rebre en assignació els comtats de Poitiers i d'Alvèrnia el 24 de juny de 1241. Molt aviat va haver de reprimir amb el seu germà una revolta dels barons poitevins, i després, a l'any següent, una revolta dels barons occitans conduïda per Ramon VII de Tolosa, el pare de Joana. El castell de Montségur fou assetjat el 1244.
El 26 d'agost de 1249, Joana i Alfons es van embarcar a Aigüesmortes per acompanyar la setena croada.
Ramon VII va morir el 27 de setembre de 1249 i Alfons i Joana foren proclamats comtes de Tolosa sense estar presents. Blanca de Castella, mare del rei i d'Alfons, i regenta del regne de França, va enviar un senescal a Tolosa de Llenguadoc. Després de la derrota de Mansura (5 d'abril de 1250) i l'alliberament d'Alfons, qui hi havia estat fet presoner, Lluís IX es va quedar a Terra Santa mentre que Joana i Alfons tornaren a França. Prengueren llavors possessió del comtat l'octubre de 1250, fen la seva entrada oficial a la ciutat el 23 de maig de 1251; van confirmar el nomenament del senescal i no van restar a Tolosa de Llenguadoc més que unes poques vegades i per poc temps.
El 1270, la parella va marxar a la vuitena croada, però el rei, malalt, va morir a Tunis. Durant la tornada, la parella igualment malalta, es para al castell de Corneto, prop de Siena. Alfons va morir allí el 21 d'agost de 1271, i Joana el va seguir el dia 25. No tenien fills i el comtat va passar a la corona, en el nebot, fill i hereu de Lluís IX, Felip III de França.